# Марь остроконечная
Марь остроконечная (лат. Chenopodium acuminatum) — однолетние травянистое растение, вид рода Марь (Chenopodium) семейства Амарантовые (Amaranthaceae).

## Распространение и среда обитания
Азиатский вид распространён на востоке России, в Средней Азии, по всей Сибири, в Китае, Монголии, Корее, Японии, в северо-восточном Вьетнаме.
Произрастает на песчаных склонах берегов рек и озёр, на окраинах полей и пустырях, в сорных местах около жилищ.

## Ботаническое описание
Растение высотой от 20 до 70 см. Стебель ветвистый зелёный, в сечении округлый или четырёхгранный с продольными полосками зеленовато-красного цвета, с мучнистым налётом и пузырчатыми волосками в верхней части. Листья очередные, до 5 см длиной и 3 см шириной, на черешках, с яйцевидной или ромбически-яйцевидной зелёной листовой пластинкой. Цельнокрайные, самый край листьев тонко оторочен красным. Нижняя сторона листовой пластины бывает белёсой от мучнистого налёта.
Цветки в плотных клубочках образуют безлистные колосовидные соцветия, собранные в пирамидальные метёлки. Цветёт в июне—июле, плодоносит в августе-сентябре.
Семена округлые или округло-овальные размером от 0,75 до 1,25 мм в диаметре, сжатые, глянцево-чёрные, покрытые тонким слоем околоплодника.
Число хромосом 2n=18.
Достоверных сведений о токсичности растения не имеется.